# WikiLeaks
WikiLeaks (ang. leak ‘przeciek’) – witryna internetowa umożliwiająca publikowanie w sposób anonimowy dokumentów (często tajnych) rządowych i korporacyjnych przez informatorów chcących zasygnalizować działania niezgodne z prawem.
Operatorzy tej witryny twierdzą, iż niemożliwe jest wyśledzenie, skąd pochodzą wpisy, w związku z czym ich autorzy nie ponoszą ryzyka związanego z ujawnianiem takich informacji.
Witryna rozpoczęła działalność w grudniu 2006, a w listopadzie 2007 zawierała 1,2 mln dokumentów.
WikiLeaks korzystało ze zmodyfikowanej wersji oprogramowania MediaWiki od 2006 roku do października 2010. Wśród oprogramowania, z którego korzysta strona, znajdują się także Tor i PGP.

## Historia
Witryna i związany z nią projekt były trzymane w tajemnicy, aż do ujawnienia ich istnienia w styczniu 2007 przez Stevena Aftergooda, redaktora biuletynu „Secrecy News”. WikiLeaks zaproponowało wcześniej Aftergoodowi uczestnictwo w komisji doradczej.
Zgodnie z informacjami zamieszczonymi w serwisie, adresowana jest on głównie do krajów byłego bloku sowieckiego, Afryki Subsaharyjskiej i Bliskiego Wschodu, lecz oczekuje się również przecieków informacji dotyczących rządów zachodnich oraz wielkich korporacji.
Według stanu na rok 2010 znana jest tożsamość dwóch osób związanych z tworzeniem serwisu – są to pochodzący z Australii Julian Assange, który jest założycielem strony, oraz pochodzący z Niemiec Daniel Domscheit-Berg, który już nie współpracuje z WikiLeaks.
Jeden z członków komisji doradczej WikiLeaks wyjawił w wywiadzie, że oficjalne rozpoczęcie działalności planowano na marzec 2007, lecz witryna była nieprzygotowana na zwiększoną uwagę mediów, jaką wywołało ujawnienie przed rozpoczęciem jej funkcjonowania. Do komisji doradczej WikiLeaks należą m.in. członkowie społeczności rosyjskich emigrantów oraz uchodźców tybetańskich, reporterzy, były analityk amerykańskiego wywiadu oraz kryptografowie. Nie ma żadnych oficjalnych związków między WikiLeaks a Wikimedia Foundation.
Pierwszy przykładowy dokument, jaki opublikowano na witrynie, był autorstwa Hassana Dahira Awejsa z somalijskiej radykalnej Unii Trybunałów Islamskich. Zamieszczono również jego 19-stronicową analizę. Grupa opublikowała następnie wiele innych istotnych dokumentów, które trafiły na pierwsze strony gazet, od dokumentacji dotyczącej holdingów oraz wydatków na sprzęt wojskowy podczas wojny w Afganistanie po kwestię korupcji w Kenii.
Według jej twórców WikiLeaks ma być „niepodlegającą cenzurze wersją Wikipedii służącą do niewykrywalnych przecieków dokumentów na masową skalę oraz ich analizy”. Twórcy WikiLeaks oświadczyli, że informacje podlegać będą sprawdzaniu, aby uchronić „całkowicie anonimowy” system od zalewu sfałszowanych dokumentów, pornografii, spamu itp. Wszyscy użytkownicy będą mieć możliwość komentowania treści dokumentów, ich analizy oraz ustalenia, czy materiał jest sfałszowany. Celem, jaki stawia sobie WikiLeaks, jest zapewnienie informatorom działającym w dobrej wierze oraz dziennikarzom ochrony przed więzieniem za rozpowszechnianie poufnych i tajnych dokumentów. Represje spotkały m.in. chińskiego dziennikarza Shi Tao, skazanego w 2005 na 10 lat więzienia po ujawnieniu korespondencji e-mailowej chińskich urzędników dotyczącej masakry na placu Tian’anmen.
25 lipca 2010 w WikiLeaks opublikowano 91 731 wojskowych dokumentów dotyczących wojny w Afganistanie, obejmujących okres od stycznia 2004 do grudnia 2009 roku. Dokumenty zawierały raporty walk i incydentów z udziałem wojsk koalicji w całym kraju i ukazywały realne straty cywilne nieznane dotąd wśród opinii publicznej. Wśród raportów znalazły się szczegółowe sprawozdania z takich incydentów jak polski ostrzał wioski Nangar Khel czy niemieckie bombardowanie w Kunduz.
22 października w WikiLeaks opublikowano 391 832 dokumenty o wojnie w Iraku, co również wywołało kontrowersje.
28 listopada 2010 w WikiLeaks rozpoczęła się publikacja 251 287 depesz dyplomatycznych z amerykańskich ambasad na całym świecie. Po publikacji strona WikiLeaks została zablokowana za pomocą rozproszonego ataku typu DoS. W odpowiedzi WikiLeaks rozpoczęły masowe tworzenie serwerów lustrzanych.
4 grudnia 2010 amerykański serwis płatności internetowych PayPal zablokował konta WikiLeaks, powołując się na naruszenie regulaminu.
2 lutego 2011 WikiLeaks na wniosek norweskiego deputowanego Snorre Valena został nominowany do Pokojowej Nagrody Nobla.
24 kwietnia 2011 serwis ujawnił dokumenty więźniów z Guantanamo. Dokumenty zawierały ocenę wywiadu na temat 779 ludzi, którzy od 2002 roku trafili do więzienia w amerykańskiej bazie. Ponadto z przecieku wynikło, że większość z pozostających wówczas 172 więźniów stanowiło zagrożenie dla Stanów Zjednoczonych.

## Sprawa Przemysława Holochera
1 września 2013 na serwerach WikiLeaks opublikowany został pełny profil facebookowy Przemysława Holochera – honorowego prezesa Obozu Narodowo-Radykalnego i członka władz Ruchu Narodowego i Stowarzyszenia Marsz Niepodległości. Ujawnione materiały były zapisami rozmów, jakie Holocher prowadził na Facebooku m.in. z członkami Młodzieży Wszechpolskiej, Obozu Narodowo-Radykalnego oraz Ruchu Narodowego. Ich treść wskazywała działaczy środowiska narodowego, za którymi Holocher nie przepada, odsłaniała wewnętrzne tarcia wewnątrz środowiska oraz szczegóły prywatnego wyjazdu Holochera na wakacje na Teneryfie i szczegóły ich sponsorowania. Akcja WikiLeaks skłoniła Holochera do zrezygnowania z funkcji członka Rady Decyzyjnej Ruchu Narodowego.